# تر دو لاک (میزوری)
تر دو لاک، میزوری (انگلیسی: Terre du Lac, Missouri) ناحیه ای است که به لحاظ قانونی در شهرستان سینت فرانسیس، ایالت میزوری و واشینگتن کانتی، میزوری در ایالات متحده آمریکا ثبت نشده‌است. با کد پستی ۶۳۶۲۸ و در مجاورت «تر بون، میزوری» 